# Prometheus Trap
Prometheus Trap ist ein US-amerikanischer Low-Budget-Science-Fiction-Film aus dem Jahr 2012. Regie führte Andrew Bellware, das Drehbuch verfasste Steven J. Niles. Der Film handelt von der Besatzung zweier Raumschiffe, die während eines interstellaren Kriegs in eine Zeitschleife geraten. Der Film wurde in Deutschland ab dem 13. Dezember 2012 direkt auf DVD vertrieben.

## Handlung
Die zweiköpfige Besatzung des Raumschiffs Venon wird von Schiffsandroide Finn aus dem Tiefschlaf geweckt; sie sollen das havarierte Raumschiff Prometheus bergen, das eine entscheidende Waffe im verbitterten Krieg zwischen der Erde und der Allianz der Koloniewelten transportiert. Im Allianzschiff Prometheus findet die dreiköpfige Crew der Venon die Leichen von sechs der acht Besatzungsmitglieder sowie die Schiffsandroide Artemis, die sich seltsam verhält; sie nimmt der an Bord gekommenen Crew der Venon die Sätze sozusagen voraus. Finn soll versuchen, etwas aus Artemis herauszubekommen; Kaptain Haskin und ihr Assistent entdecken zwei Überlebende im Tiefschlaf. Es verdichten sich Hinweise darauf, dass ein Saboteur an Bord ist. Alles scheint auf die Schiffsandroide hinzuweisen; die auf der Erde geborene Mechanikerin der Prometheus, Trent, tötet daraufhin alle weiteren Menschen und sprengt die Waffe und damit auch die Prometheus.
Daraufhin beginnt die Handlung mit der Ankunft der Crew der Venon auf der Prometheus erneut. Doch nur die beiden Androiden haben eine Erinnerung an das zuvor Geschehene; Artemis scheint sich gut zu erinnern und hat sich mit dem Schicksal abgefunden; Finn erinnert sich immer nur an Bruchstücke und will den Zeitlauf, auch gegen Artemis’ Fatalismus, verändern.

## Kritik
Obwohl der Film oft für den Mangel an Spezialeffekten und verschiedene Unstimmigkeiten im Drehbuch kritisiert wird, konnte er sich ein interessiertes, wenn auch nicht begeistertes Publikum gewinnen.
Der Filmdienst meint Prometheus Trap sei ein „preisgünstig produziertes Krieg der Sterne-Spiel auf Schultheater-Niveau, das die Dunkelheit im Weltall“ nutze, „um seine billigen Effekte zu kaschieren“.